# Siv Jensen

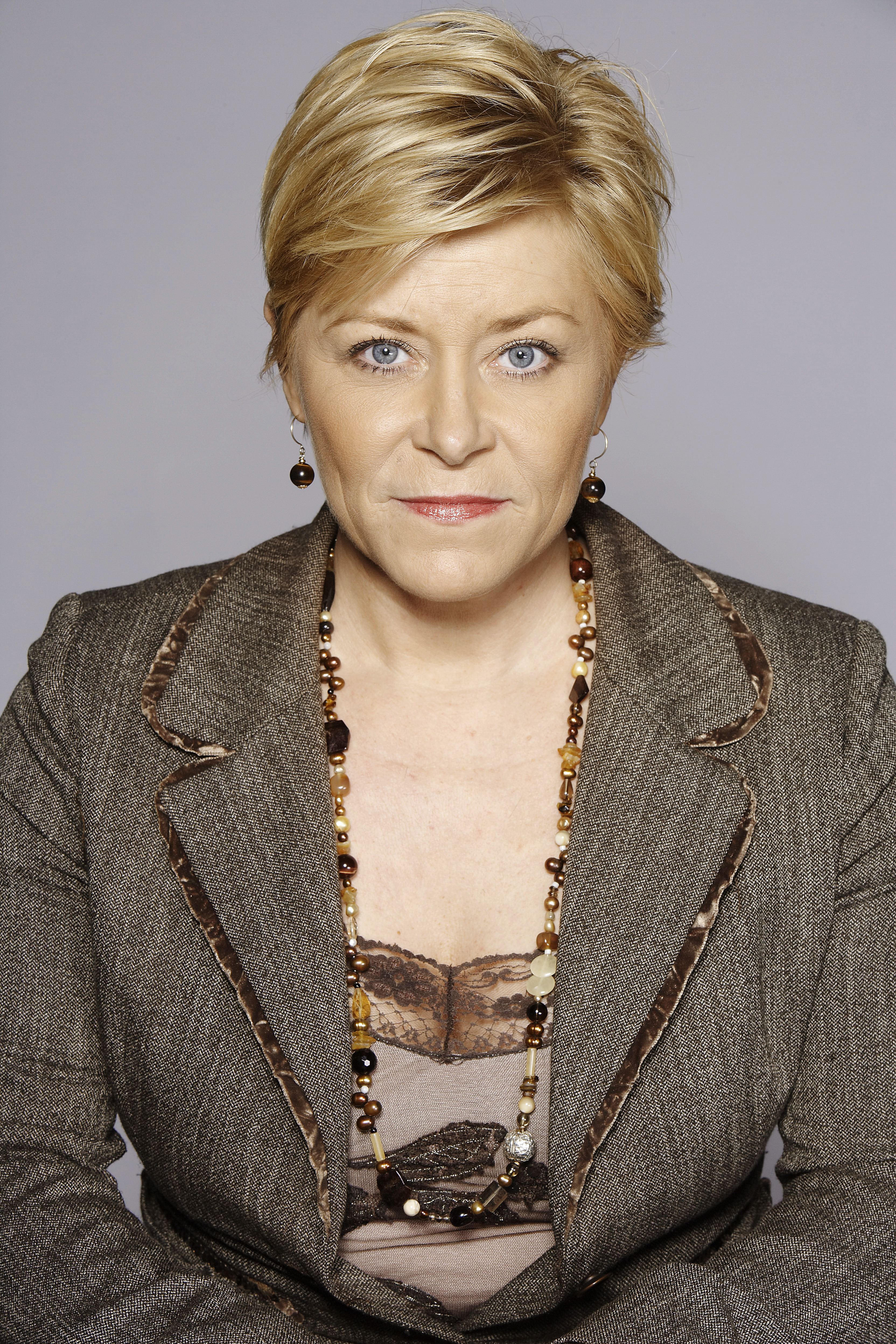
Siv Jensen

Siv Jensen (n. 1 iunie 1969, la Oslo) este o politiciană norvegiană liberal-conservatoare, lidera Partidului Progresului din Norvegia.